# Porsche Taycan

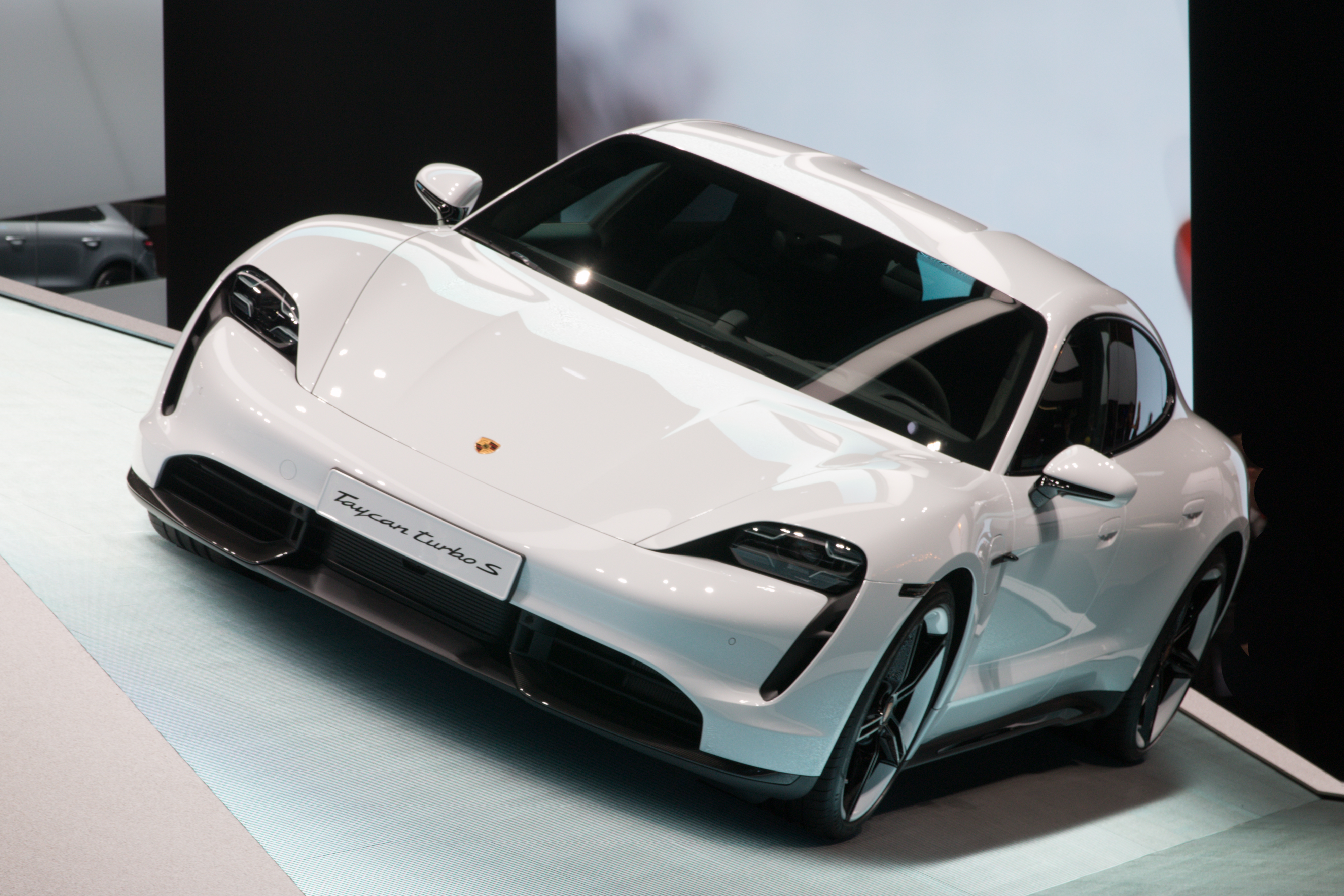
Porsche Taycan na autosalonu ve Frankfurtu v roce 2019.

Porsche Taycan je čistě elektrické luxusní sportovní kupé německé automobilky Porsche. Vůz, který vychází z konceptu Porsche Mission E, jež byl představen v roce 2015, je prvním sériově vyráběným elektromobilem automobilky. Jeho prodej začal na konci roku 2019 a jeho výroba probíhá v továrně v Zuffenhausenu. Cena začíná 3 020 000 Korun českých. Vůz je dodáván ve třech provedeních, ve standardním Porsche Taycan, ve výkonnějším provedení Porsche Taycan 4S a ve vrcholné verzi Taycan Turbo S. Vůz stojí na platformě Porsche J1.

## Technologie
Každá verze elektromobilu má jinou motorizaci a hlavně převody. Všechny baterie jsou umístěny pod podlahou vozu, kde se nachází mnoho článků, ve kterých je uložená energie. Při tvorbě vozu musely být v zadní části vozu dvě baterie vyjmuty, aby měli spolujezdci v zadní části místo na pohodlné sezení. Vozidlo je čtyřdveřové kupé. V zadní částí se nachází hlavní kufr, do přední části vozu byl umístěn druhý kufr, čímž bylo využito místo, které vzniklo odebráním spalovacího motoru, který se v oblasti standardně nachází. 
Při tvorbě vozu byla hlavní pozornost věnována chlazení baterií při rychlé jízdě. Podle tvůrců je zde snaha udržet baterii na teplotě maximálně 35 °C, což je standardní provozní teplota, při které je nejúčinněji odebírána energie a dochází k minimálním ztrátám. K vozu lze dokoupit i mnoho příplatkových doplňků.

## Design
Velká pozornost byla věnována interiéru vozu, který by měl splňovat ty nejmodernější parametry a obsahuje mnoho displejů, které mají řidiče upozorňovat na všechny podstatné informace. Při designu vozidla vzniklo i několik barevných kombinací, které lze jednoduše zvolit. Při návrhu interiéru se věnovala velká pozornost i materiálům, které by měly být z většiny ekologické a veganské.
Pro model Taycan jsou typická světla, která byla stejná už u původního konceptu.

## Název
Název Taycan je odvozen z tradiční Turečtiny, kde taycan znamená živý mladý kůň. Tento název má poukazovat na historii automobilky a hlavně na divokého koně na znaku automobilky.

## Nabíjení
Porsche Taycan podporuje superrychlé nabíječky. Stejně jako ostatní automobilky koncernu Volkswagen podporuje také nabíječky IONITY, jejichž síť vzniká po celé Evropě. Taycan se nabíjí jak ze standardní zásuvky, tak i z trojfázových nabíječek s ohromným výkonem.

## Technické specifikace
Taycan je dodáván ve třech verzích, přičemž každá má silnější a slabší motorizaci (79 a 93 kWh).
| Model          | Výkon  | Zrchlení (0-100 km/h) | Točivý moment | Hmotnost | Dojezd |
| -------------- | ------ | --------------------- | ------------- | -------- | ------ |
| Taycan         | 300 kW | 5,4 sekundy           | 345 Nm        | 2050 kg  | 450 km |
| Taycan 4S      | 390 kW | 4,0 sekundy           | 640 Nm        | 2140 kg  | 466 km |
| Taycan GTS     | 440 kW | 3,5 sekundy           | 850 Nm        | 2370 kg  | 504 km |
| Taycan Turbo   | 500 kW | 3,2 sekundy           | 850 Nm        | 2305 kg  | 498 km |
| Taycan Turbo S | 560 kW | 2,8 sekundy           | 1025 Nm       | 2295 kg  | 473 km |

## Koncepty
Model Porsche Taycan vychází z konceptu elektromobilu Porsche Mission E. Výkon vozu měl být 590 koní, z nuly na 100 km/h se měl dostat za méně než 3,5 sekundy. Vrcholná verze Taycanu Taycan Turbo S však tyto parametry předčí.

## Rekord na Nürburgringu
Porsche Taycan určitou dobu drželo rekord na Nürburgringu v kategorii sériově vyráběný elektromobil.

## Galerie

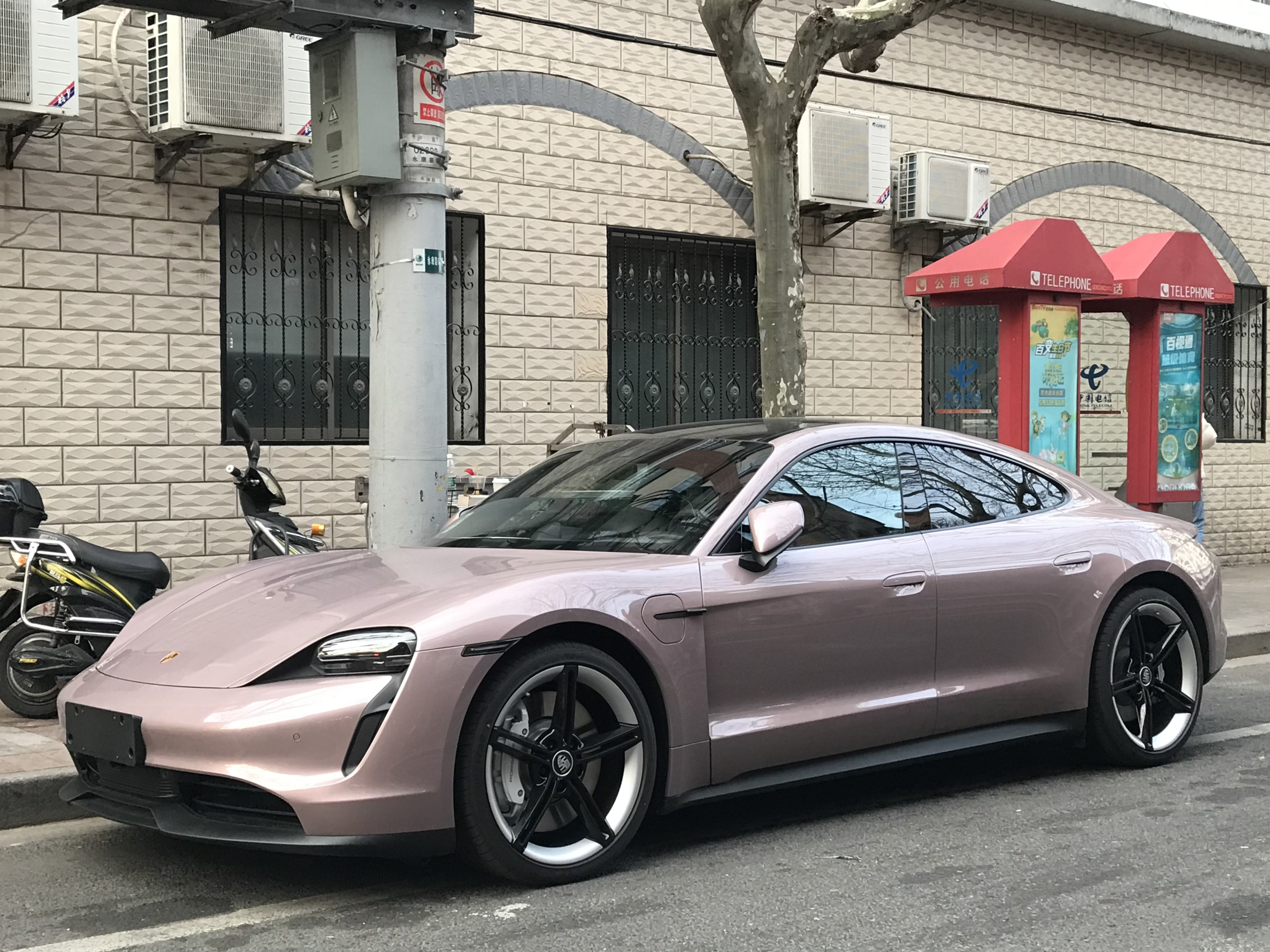
Porsche Taycan Turbo S.
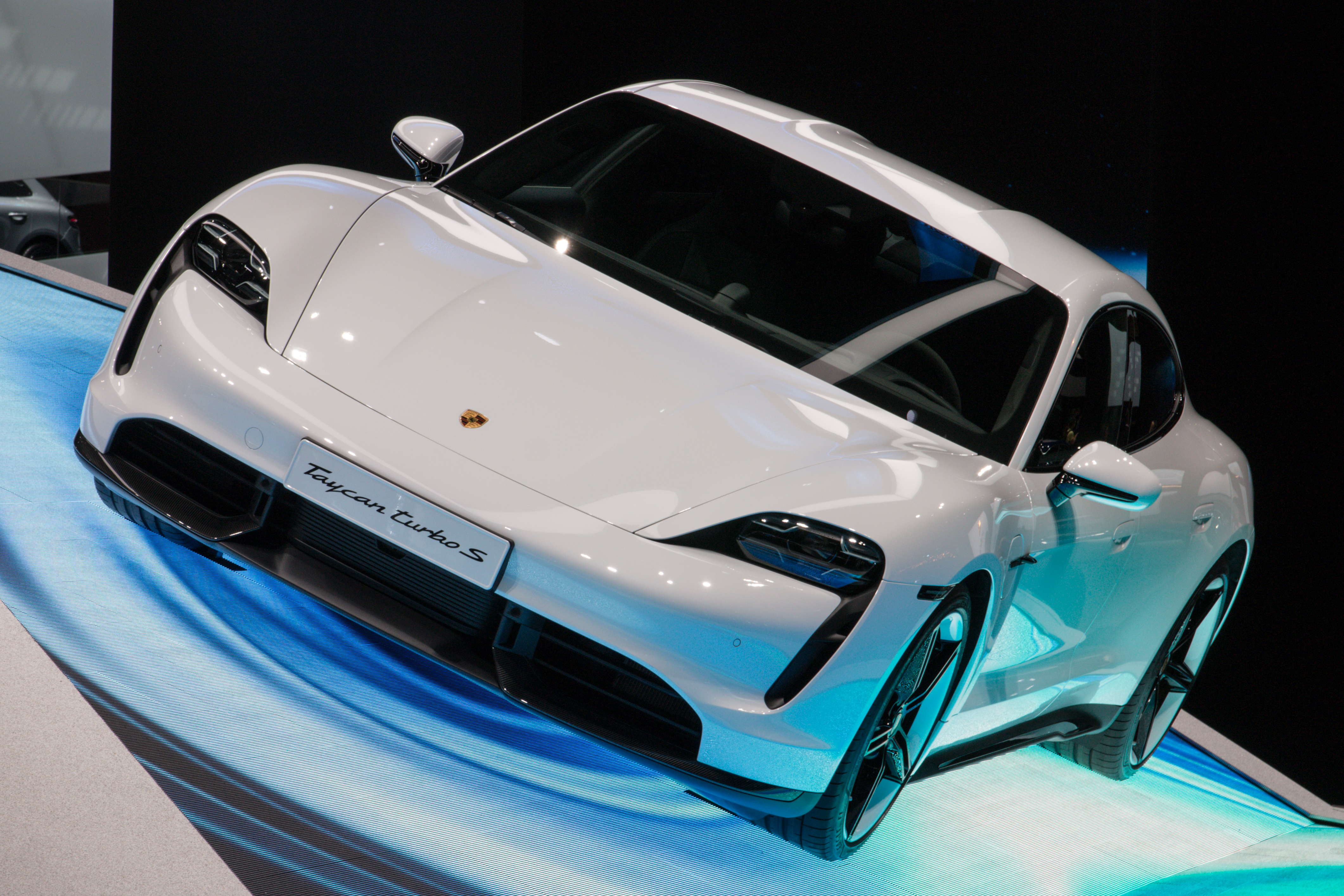
Porsche Taycan v pavilonu Porsche na IAA 2019.
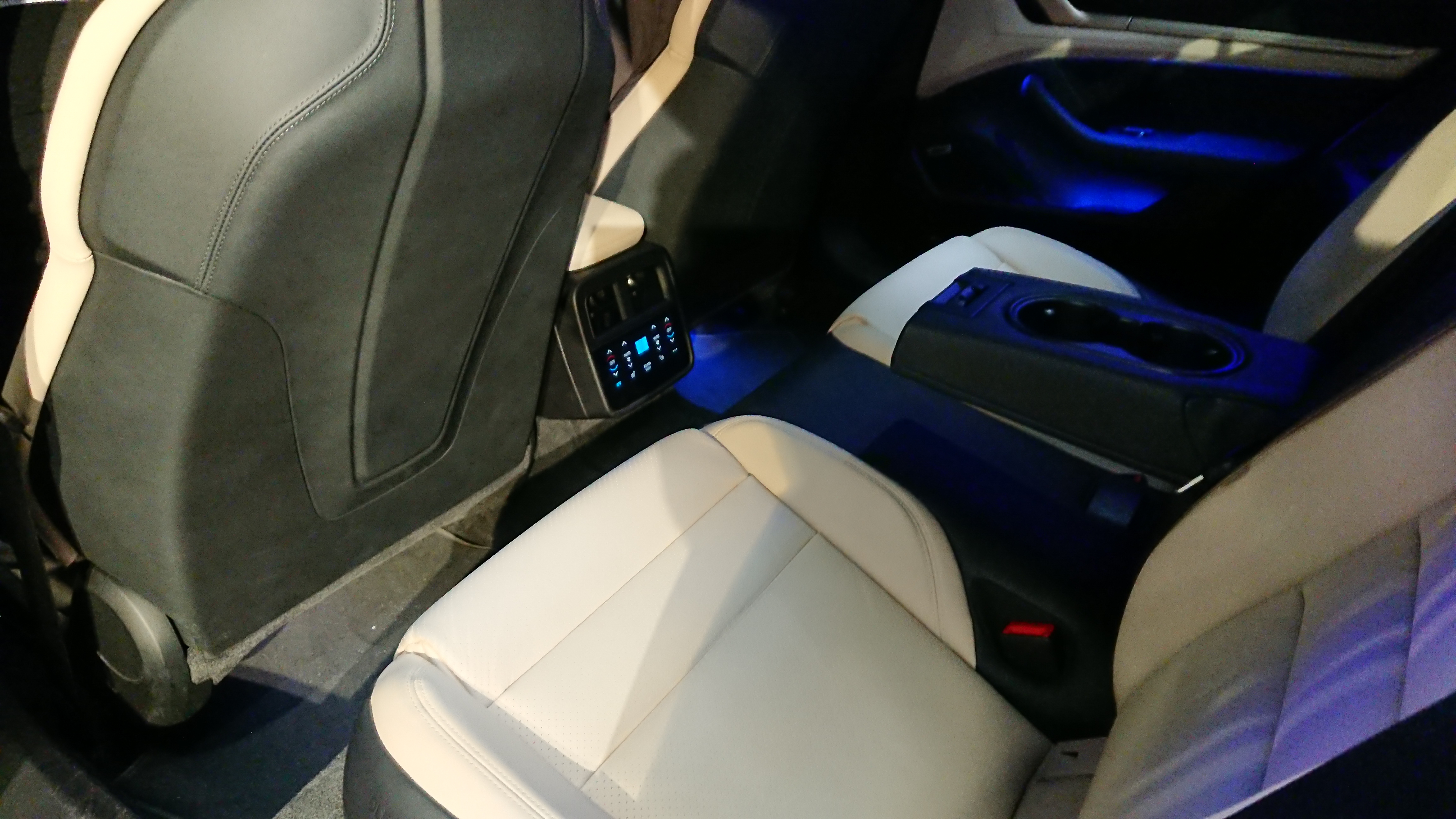
Interiér Porsche Taycan.
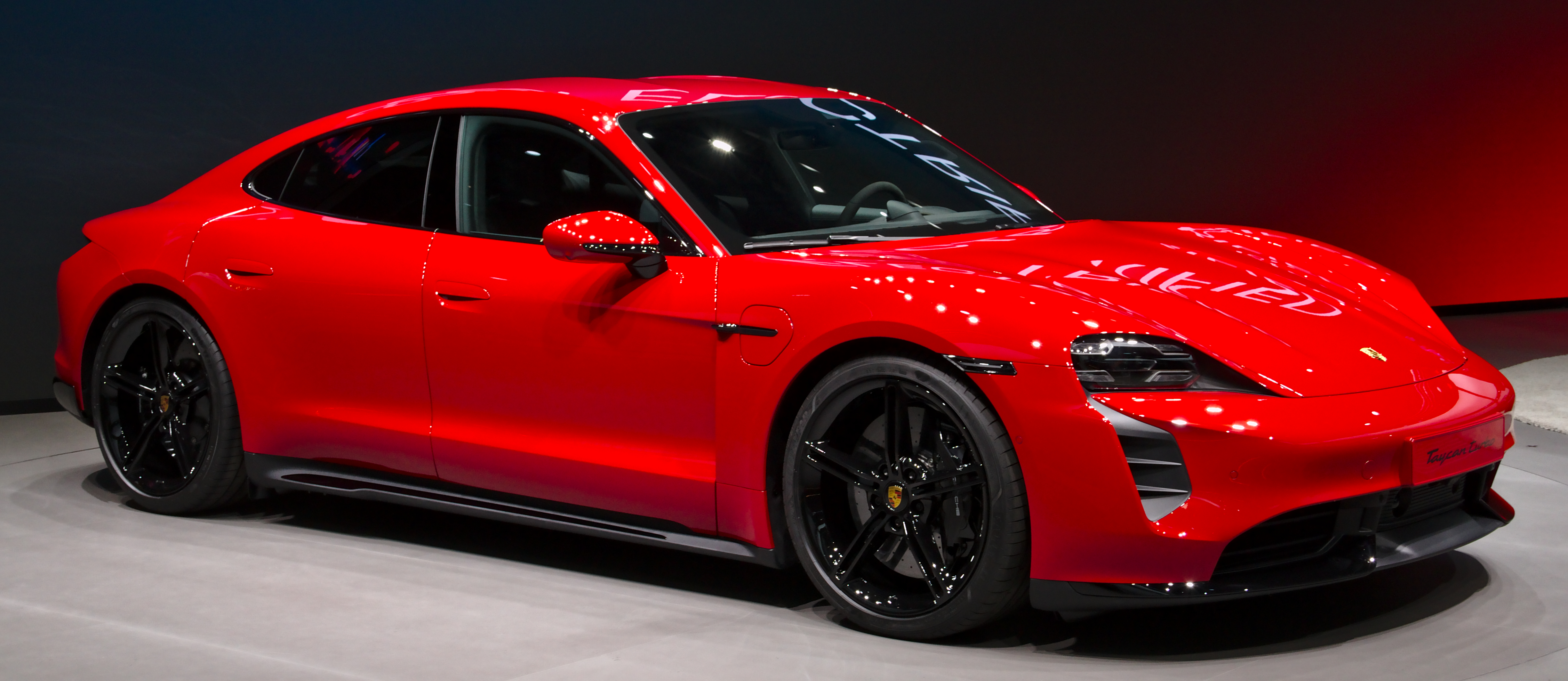
Porsche Taycan.
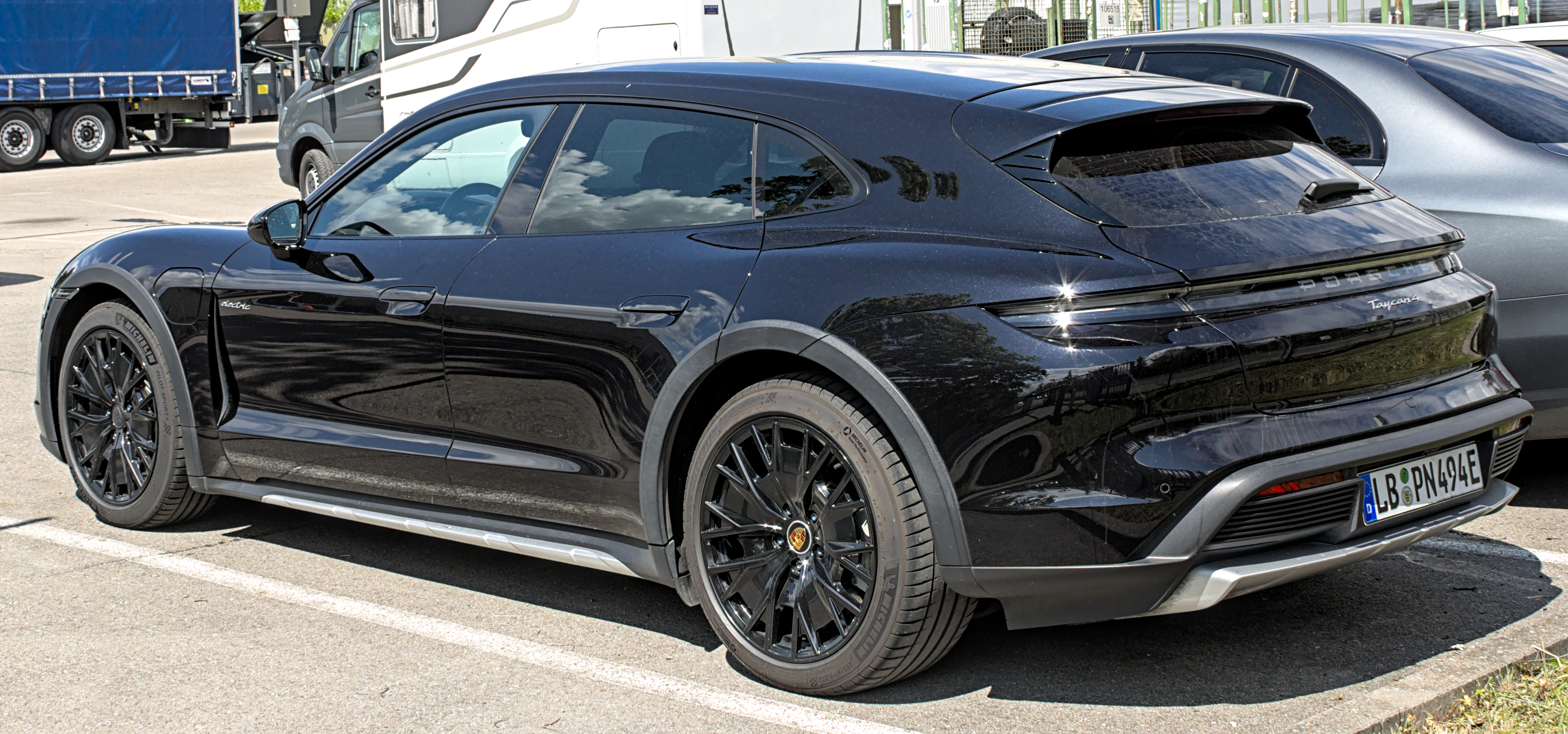
Porsche Taycan 4 Cross Turismo.
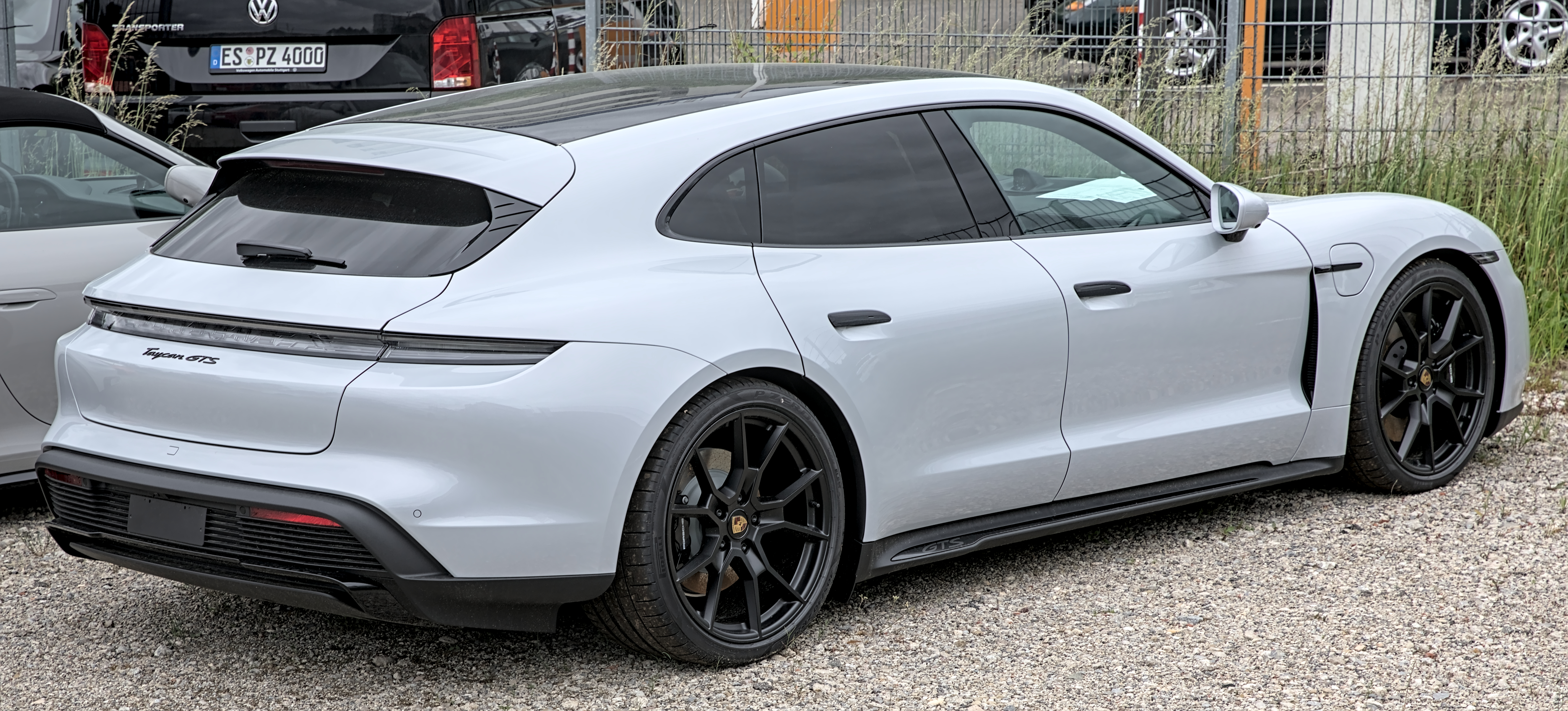
Porsche Taycan GTS Sport Turismo.